# لغات غينيا
غينيا بلد متعدد اللغات، أذ يتحدث سكانه أكثر من 40 لغة.
لغة غينيا الرسمية هي الفرنسية، إثر الإستعمار الفرنسي الذي دام أكثر من 60 عامًا.
تم منح العديد من اللغات الأصلية وضع اللغات الوطنية:
اللغة الفولانية، اللغة المانينكية، اللغة السوسوية، الكيسي، الكبيلي، لوما.
غينيا دولة فرانكفونية، حيث يتحدث بها 4.11 مليون شخص (27.83%) من أصل 14.76 مليون شخص اعتبارًا من عام 2024.

## الحكومة والمؤسسات
اللغة الفرنسية هي لغة الدولة والمؤسسات الرسمية. يستخدمها ما بين 15-25% من السكان كلغة ثانية، بينما يستخدم جزء ضئيل من السكان كلغة أولى. في نهاية عهد أحمد سيكو توري، كانت الفرنسية هي اللغة الوحيدة المستخدمة في الأعمال والمدارس.